# Sous-titrage par rétroviseur
Le sous-titrage par rétroviseur est un système équipant certaines salles de cinéma, et qui consiste à retranscrire sous forme textuelle la bande son du film projeté, afin de le rendre accessible aux spectateurs souffrant d'une déficience auditive (sourds et aux malentendants), sans que les autres spectateurs ne voient les sous-titres. 

## Fonctionnement

Schéma montrant le fonctionnement du système.

Les spectateurs souhaitant bénéficier des sous-titres se munissent auprès du cinéma d'un panneau portable en plastique, dont la surface est réfléchissante : le « rétroviseur ».
Montés sur une tige flexible, ils peuvent l'installer dans le porte-gobelet équipant leur siège, ou à défaut, directement au sol. Ils l'ajustent de manière à pouvoir le regarder en même temps que l'écran diffusant le film, le plaçant généralement en dessous de ce dernier.
Simultanément à la projection du film sur le grand écran, un autre écran, plus petit et placé au fond de la salle, affiche les sous-titres ; réfléchis par les rétroviseurs, ils peuvent être lus par les spectateurs qui en sont équipés.
Sur ce second écran, l'affichage des sous-titres se fait au moyen de diodes électroluminescentes, et en écriture inversée, afin qu'ils apparaissent à l'endroit sur les rétroviseurs, après avoir été réfléchis.
Il est parfois nécessaire de choisir un siège situé dans une certaine zone de la salle pour obtenir un angle permettant de réfléchir les sous-titres.

## Alternative
Cette technique est une alternative aux sous-titres traditionnels, intégrés directement aux images. Par rapport à ces derniers, son avantage est que les autres spectateurs, entendants, et qui n'ont donc pas besoin des sous-titres, ne les voient pas. C'est d'ailleurs par peur de gêner les entendants avec des sous-titres intrusifs et inutiles pour eux, qu'ils sont très rarement insérés dans les images elles-mêmes, lors de projections de films dont la bande son n'est pas en langue étrangère.

## Usage
Ce système est principalement utilisé en Amérique du Nord (Canada et États-Unis), où il est connu sous la marque Rear Window Captioning System (de l'anglais signifiant littéralement « système de sous-titrage par fenêtre arrière ») ; les salles proposant ce système sont identifiées par le sigle RWC.
Il a été codéveloppé par WGBH, chaîne de télévision et station de radio publique basée à Boston, et Rufus Butler Seder, un réalisateur.
Peu d'exploitants de salles de cinéma ont choisi de s'équiper de ce système et de le proposer à leurs clients. La raison la plus souvent invoquée est son coût élevé, comprenant à la fois :
- le matériel nécessaire : en 2004, environ 12 000 $ par écran ;
- le sous-titrage de chaque production : 40 $ par minute, soit environ 4 000 $ pour un film d'une durée moyenne.

Souvent, lorsque ce système est proposé, Descriptive Video Service l'est également. Dans ce système d'audiodescription, également développé par WGBH, des casques audio permettent aux déficients visuels d'entendre, entre les dialogues, des commentaires vocaux décrivant les éléments visuels du film. Ces salles portent alors le label RWC/DVS.
Dans ces deux systèmes, la pellicule n'est pas affectée. Les sous-titres et/ou les descriptions sonores sont distribués sur un CD-ROM à part, et lus par un ordinateur en même temps que le film est projeté, la synchronisation étant obtenue grâce à un time-code.